# Carlos Ramírez Ladewig
Carlos Ramírez Ladewig (Guadalajara, 20 de septiembre de 1929-ibid., 12 de septiembre de 1975) fue un líder estudiantil y político mexicano, miembro del Partido Revolucionario Institucional (PRI). Fue uno de los principales líderes de la Federación de Estudiantes de Guadalajara (FEG), grupo político que copó el poder en la Universidad de Guadalajara (UdeG) y en dos ocasiones diputado federal. Su hermano Álvaro Ramírez Ladewig, también ejerció un liderazgo político en dichas instancias.

## Biografía
Era hijo de Margarito Ramírez, gobernador de Jalisco de 1927 a 1929 y del Territorio de Quintana Roo de 1944 a 1959, y de Ana Ladewig. Estudio la primaria en la Escuela Práctica anexa a la Normal, los de secundaria y preparatoria lo realizaría en la Academia Militar Peekskill de 1942 a 1947 y en el Sampson College de Geneva de 1947 a 1948, ambos en el estado de Nueva York en Estados Unidos.  
En 1948 regresó a México e ingresó en la Facultad de Derecho de la Universidad de Guadalajara, donde pronto destacó como líder estudiantil: el mismo año fue electo secretario general del comité de la facultad de la entonces Federación de Estudiantes Socialistas de Occidente (FESO) y en 1951 se convirtió en presidente de la Federación de Estudiantes de Guadalajara (FEG), que dejó formalmente en 1953 pero cuyo liderazgo moral ejercería hasta su muerte. Fue uno de los principales fundadores de la FEG junto a Raúl Padilla Gutiérrez y los hijos del exgobernador José Guadalupe Zuno Hernández.
Durante su dirigencia, logró que se aprobara la Ley Orgánica de 1952 de la UdeG. En el mismo periodo de 1951 a 1953 fue presidente estatal del PRI en Jalisco y en 1952 se graduó formalmente como abogado. En 1955 fue elegido por primera ocasión diputado federal por el Distrito 7 de Jalisco, al que representó en la XLIII Legislatura que concluyó en 1958; y en donde fue miembro de las comisiones de Administración; y, 2a. de Medios Generales de Comunicación.
Entre 1958 y 1964 fue delegado del PRI en estados como San Luis Potosí, Nuevo León, Baja California y Sinaloa. En 1964 fue elegido diputado por segunda ocasión, representando esta vez al Distrito 5 de Jalisco en la XLVI Legislatura que tuvo término en 1967. En ella fue miembro de las comisiones de Agricultura; de Asuntos Indígenas; y, de Reglamentos y Prácticas Parlamentarias. Al concluir el cargo desempeñó varias comisiones políticas que le encomendó el gobernador de Jalisco Francisco Medina Ascencio y consolidó su liderazgo al frente de la FEG.
En 1971 fue nombrado delegado del Instituto Mexicano del Seguro Social (IMSS) en Jalisco, cargo que desempeñaba hasta el momento de su muerte, siendo asesinado el día 12 de septiembre de 1975 en la ciudad de Guadalajara; la autoría de su asesinato, considerado un crimen político, ha sido popularmente atribuida al presidente Luis Echeverría Álvarez.